# Johann Kaspar Gigl
Johann Kaspar Gigl (getauft 18. August 1737 in Schönwag-Forst in der Gemeinde Wessobrunn in Oberbayern; † 5. September 1784 in Landsberg am Lech) war ein Stuckateur, Altarbauer und Bildhauer der Wessobrunner Schule aus der Stuckateur-Familie Gigl.

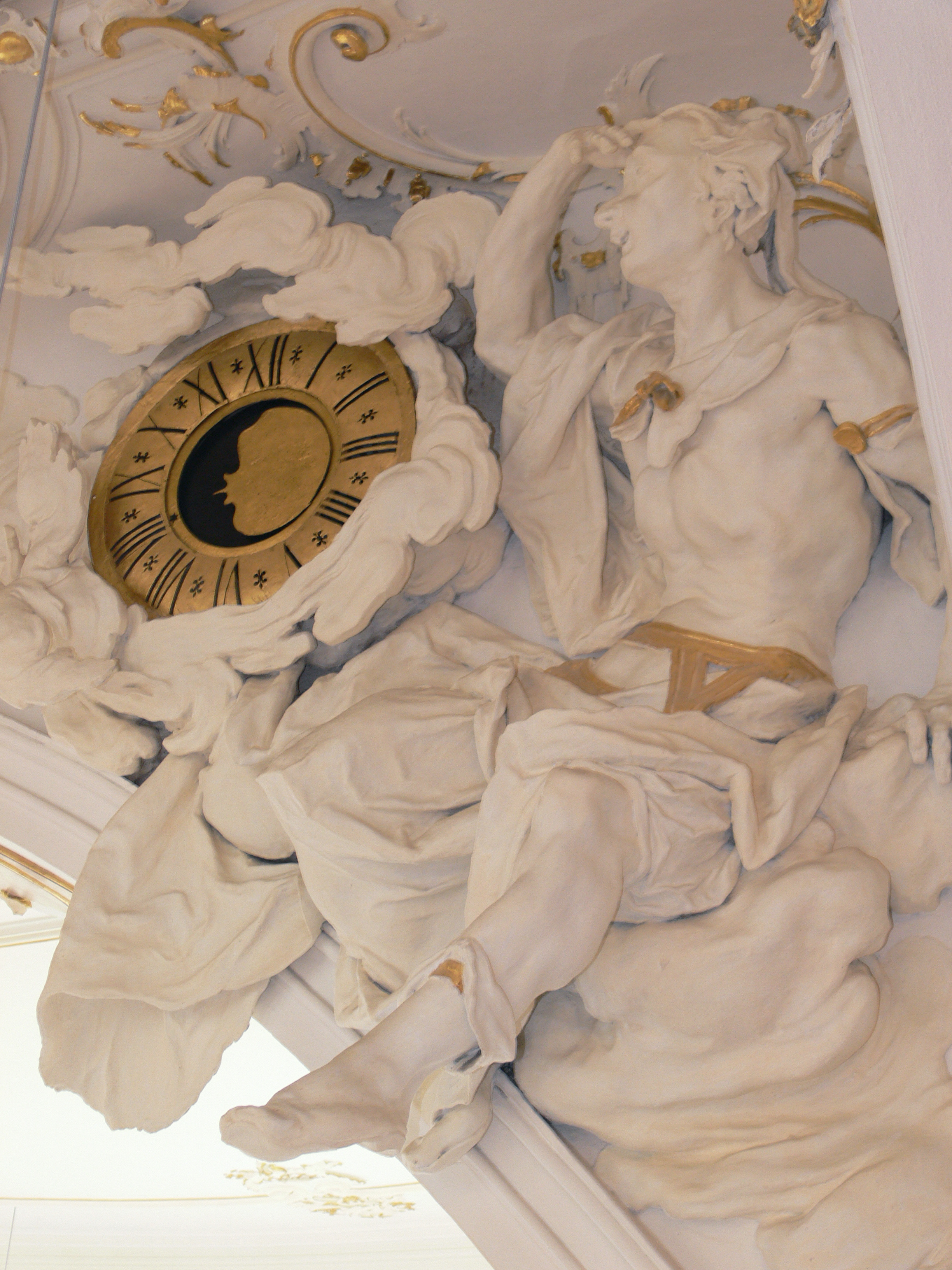
Johann Kaspar Gigl, Stuckarbeiten in der Schlosskapelle des neuen Schloss Tettnang

## Leben
Er war der jüngste Sohn des Stuckateurs Pontian Gigl (1681–1742) und hatte sieben Brüder, der bekannteste war Johann Georg Gigl. Beim Bau des Hochaltars in der Heiligkreuzkirche Kirchberg 1760 war er mit seinem Bruder Johann Georg tätig. 
Am 15. März und 2. April 1773 schloss er Werkverträge mit dem Kloster St. Blasien. Zur Seite stand ihm der ebenfalls aus Wessobrunn stammende Stuckateur Benedikt Raffler (1737–1806). Die zur Verwendung kommenden Alabasterplatten für die Verkleidungen der Chorwände sollte er selbst in den Steinbrüchen bei Fützen und Ehingen aussuchen und vorbereiten. Für das Ausstuckieren der Rotunde war Kaspar Gigl der verantwortliche Hauptmeister. Auslegungen mit Jaspis, Marmor und Alabaster im Abtchor und weitere Stuckarbeiten in der Bibliothek 1777/78 kamen dazu. Nachdem Martin Gerbert mit den Arbeiten äußerst zufrieden war, beauftragte er ihn mit dem Bau von neun Seitenaltären in Alabaster nach Entwürfen von Johann Christian Wentzinger. Diese Arbeiten zogen sich bis nach der Einweihung des Domes am 21. September 1783 und bis nach seinem Tod, 1784 hinaus fort. Nur der Hochaltar war bereits 1781 fertiggestellt worden. 

## Werke
- Kirchberg bei St. Gallen, 1760
- Dom St. Blasien, 1772 bis 1784

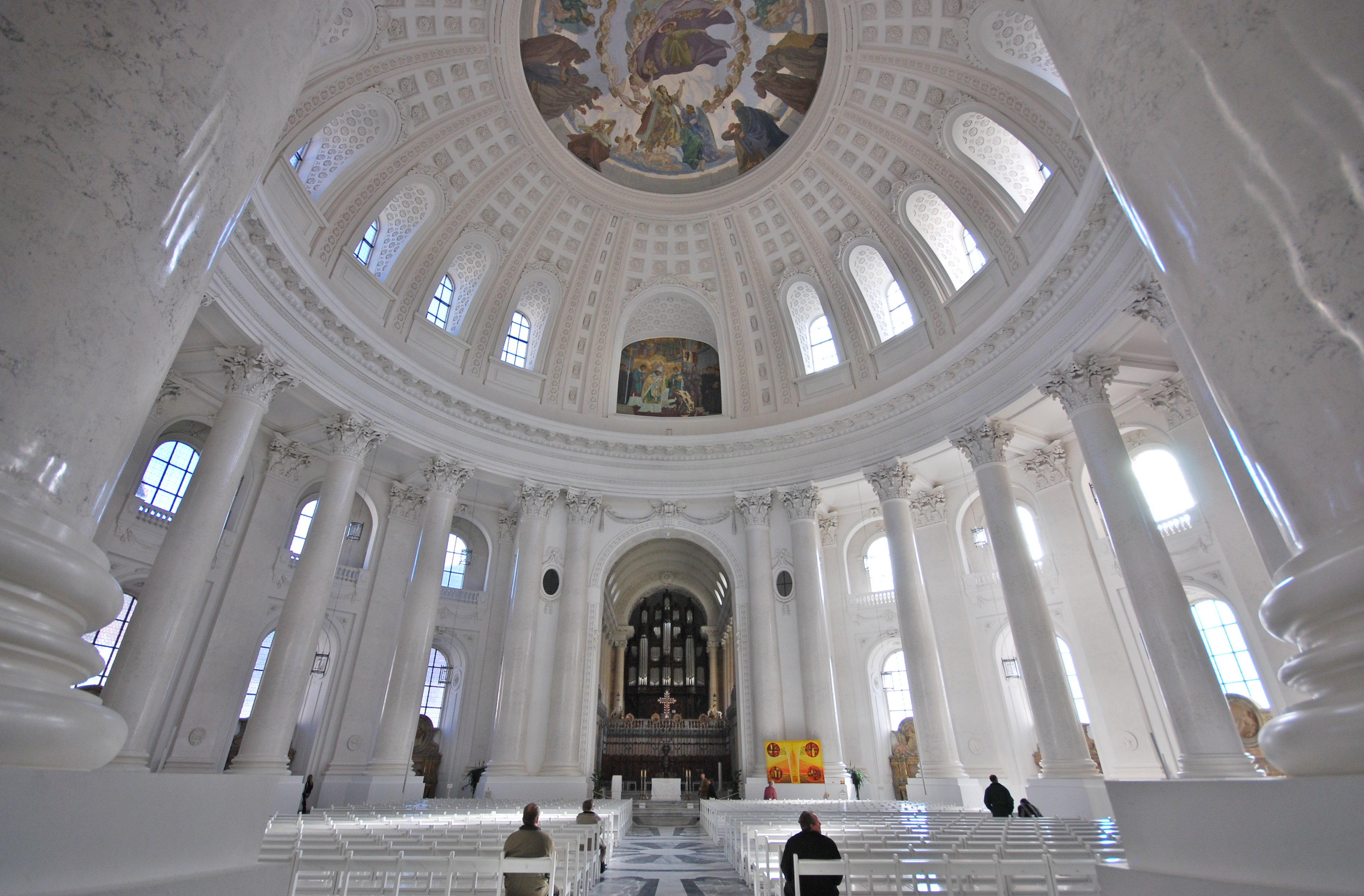
Die Rotunde im Dom St. Blasien

- Wallfahrtskirche Unserer Lieben Frau (Todtmoos), (Langhaus) 1777/78
- Schlosskapelle des Neuen Schloss Tettnang